# Jakub de Żnin
Jakub de Żnin (?-v.1148) est archevêque de Gniezno.
Il s’efforce de renforcer la puissance de l’Église polonaise et se débarrasse de la tutelle allemande de l'archevêché de Magdebourg en obtenant l’autonomie de l’archevêché de Gniezno (Bulle de Gniezno).
Lorsque Bolesław III Bouche-Torse partage la Pologne entre ses fils, il veille à l’exécution du testament.
L’archevêque de Gniezno, qui estime qu’une trop grande centralisation du pouvoir va à l’encontre de ses intérêts et de son influence, lance un anathème contre Władysław II le Banni qui voulait réunifier les territoires, sous les prétextes qu’il est un ennemi de la paix et un allié  des païens.
Les historiens pensent que c’est à Jakub de Żnin que l’on doit la première chorale polonaise (Magna voce laus sonora) ainsi que la légende Tempore illo, écrite en vers, sur la conversion du duc de Poméranie par Adalbert de Prague.